# Mistrzostwa Świata w Szermierce 1937
Mistrzostwa Świata w Szermierce 1937 – 15. edycja mistrzostw odbyła się w Paryżu. Była to zarazem pierwsza edycja rozgrywana pod dzisiejszą nazwą.

## Klasyfikacja medalowa
| Lp. | Państwo    | złoto | srebro | brąz | Razem |
| --- | ---------- | ----- | ------ | ---- | ----- |
| 1   | Węgry      | 3     | 2      | 1    | 6     |
| 2   | Włochy     | 3     | 1      | 1    | 5     |
| 3   | Francja    | 1     | 4      | 1    | 6     |
| 4   | III Rzesza | 1     | 1      | 1    | 3     |
| 5   | Austria    | -     | -      | 2    | 2     |
| 6   | Belgia     | -     | -      | 1    | 1     |
| -   | Dania      | -     | -      | 1    | 1     |
| -   | Szwecja    | -     | -      | 1    | 1     |

## Medaliści

### Mężczyźni
| Złoto | Srebro | Brąz |
| Floret | | |
| Gustavo Marzi | Édward Gardère                                                                                                  | René Lemoine                                                                                                 |
| Włochy · Giorgio Bocchino · Manlio Di Rosa · Giorgio Faldini · Gustavo Marzi · Giuliano Nostini · Renzo Nostini        | Francja · René Bougnol · Philippe Cattiau · André Gardère · Édward Gardère · René Lemoine                       | Austria · Ernst Baylon · Kurt Ettinger · Roman Fischer · Josef Losert · Hans Lion · Hugo Weczerek            |
| Szpada | | |
| Bernard Schmetz | Jacques Coutrot                                                                                                 | Raymond Stasse                                                                                               |
| Włochy · Carlo Agostoni · Roberto Battaglia · Dario Mangiarotti · Edoardo Mangiarotti · Saverio Ragno · Mario Visconti | Francja · Édouard Artigas · Jacques Coutrot · Henri Dulieux · Michel Pécheux · Bernard Schmetz · Albert Wolff   | Szwecja · Frank Cervell · Hans Drakenberg · Gustaf Dyrssen · Hans Granfelt · Bengt Ljungquist · Sven Thofelt |
| Szabla | | |
| Pál Kovács | Tibor Berczelly                                                                                                 | László Rajcsányi                                                                                             |
| Węgry · Tibor Berczelly · Aladár Gerevich · Pál Kovács · Lajos Maszlay · László Rajcsányi · Imre Rajczy                | Włochy · Gustavo Marzi · Aldo Masciotta · Aldo Montano · Giuseppe Perenno · Vincenzo Pinton · Arturo Di Lorenzo | III Rzesza · Erwin Casmir · Julius Eisenecker · Hans Esser · August Heim · Heinrich Moos · Richard Wahl      |

### Kobiety
| Złoto                                                                                               | Srebro                                                                      | Brąz                                                                                          |
| Floret                                                                                              |                                                                             |                                                                                               |
| Helene Mayer                                                                                        | Ilona Elek                                                                  | Ellen Preis                                                                                   |
| Węgry · Erna Bogáti · Ilona Elek · Margit Elek · Katalin Horváth · Györgyné Rozgonyi · Ilona Vargha | III Rzesza · Hedwig Haß · Helene Mayer · Olga Oelkers · Rotraud von Wachter | Dania · Ulla Barding · Karen Lachmann · Kate Mahaut · Grete Olsen · Aya Pedersen · Mitzi With |